# Cimetière marin de Mahdia
 (octobre 2020).
Si vous disposez d'ouvrages ou d'articles de référence ou si vous connaissez des sites web de qualité traitant du thème abordé ici, merci de compléter l'article en donnant les références utiles à sa vérifiabilité et en les liant à la section « Notes et références ».
Le cimetière marin de Mahdia est un cimetière marin se situant sur la côté ouest de la presqu'île rocheuse de Mahdia (Tunisie), sur les bords de la mer Méditerranée.

## Présentation

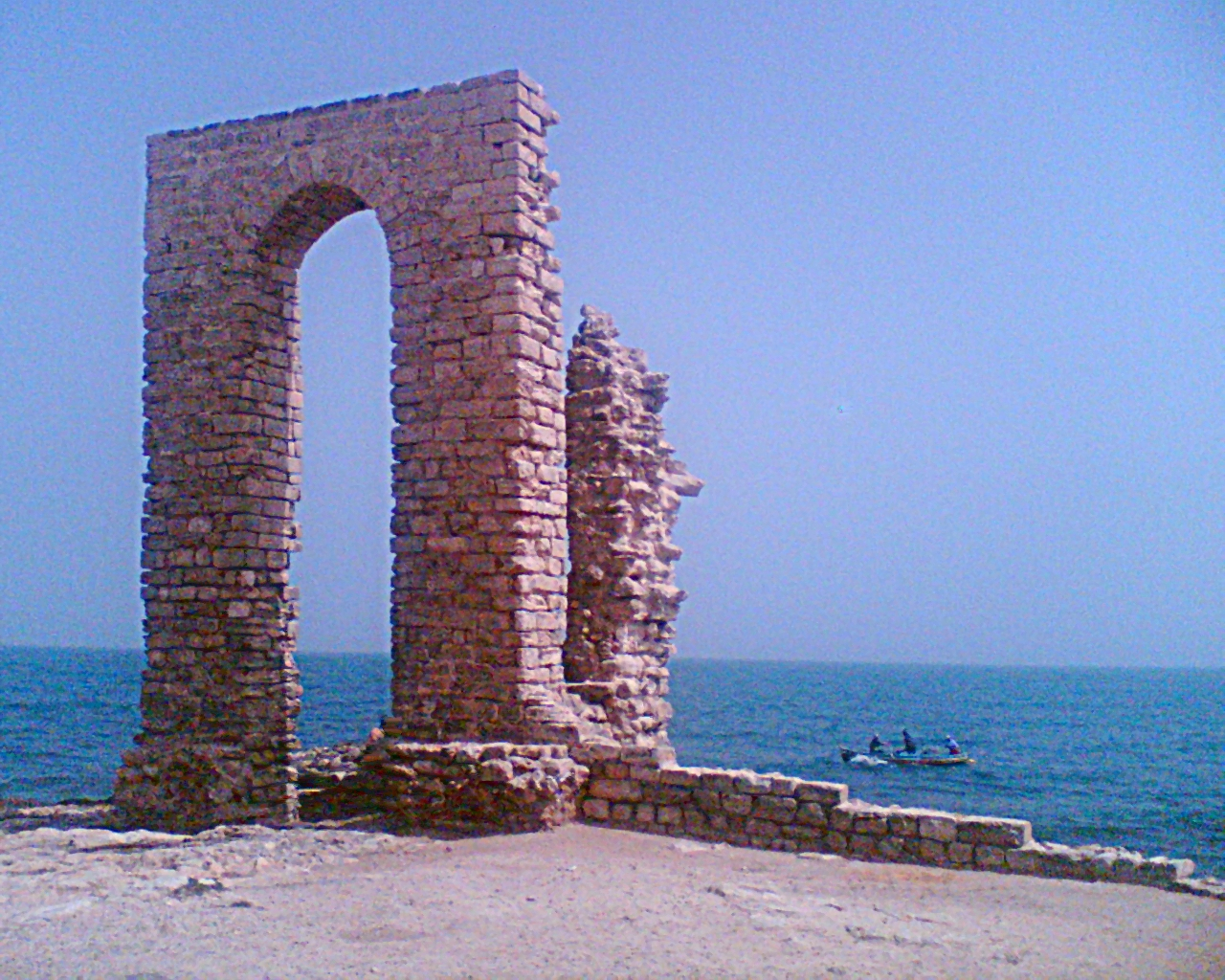
Arc phénicien.

Le cimetière marin comprend des centaines de tombes blanches, posées sur un tapis végétal sur des petites collines. Il est entouré par un fort ottoman, un phare, un arc phénicien et un petit port de pêche. On y trouve aussi les restes d'une nécropole datant de l'époque punique. 

## Religion et traditions
Le cimetière est souvent visité par la population mahdoise, notamment les jeudis après-midi, ainsi que pendant les fêtes de l'Aïd.       
De plus, la présence dans le cimetière de trois saints (Sidi Jaber, Sidi Bel Hassan et Sidi Snoubri) attirent tous les vendredis une population de fidèles venant célébrer des fêtes familiales ou leur apporter des offrandes. Les visites sont parfois accompagnées par des troupes musicales locales.      